# Yvonne Prettner Solon

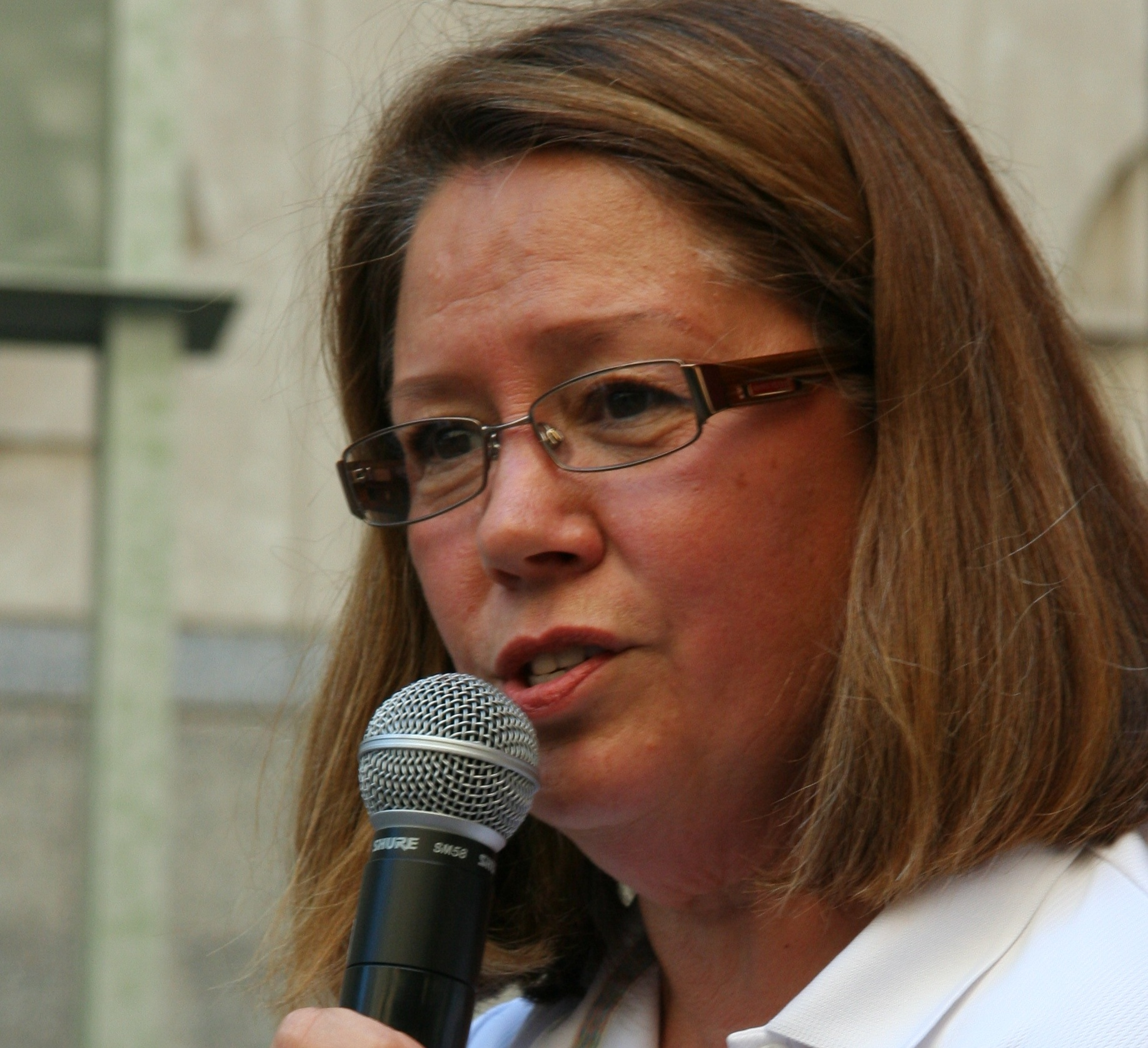
Yvonne Prettner Solon (2010)

Yvonne Prettner Solon geborene Prettner (* 3. Februar 1946 in Minneapolis, Minnesota) ist eine US-amerikanische Politikerin. Zwischen 2011 und 2015 war sie Vizegouverneurin des Bundesstaates Minnesota.

## Werdegang
Yvonne Prettner besuchte die St. John’s Elementary School sowie die Stanbrook Hall Preparatory School in Duluth und studierte danach an der University of Minnesota unter anderem Psychologie. Später arbeitete sie für einige Zeit als Psychologin. Politisch schloss sie sich der Demokratischen Partei an, die sich in ihrem Staat Minnesota Democratic-Farmer-Labor Party nennt. Zwischen 1988 und 1999 gehörte sie dem Stadtrat von Duluth an; von 2002 bis 2010 saß sie im Senat von Minnesota, wo sie mehreren Ausschüssen angehörte. Schwerpunkte ihrer Arbeit waren Gesundheitsfragen und die Energiepolitik.
Im Jahr 2010 wurde Yvonne Solon an der Seite von Mark Dayton zur Vizegouverneurin von Minnesota gewählt. Dieses Amt bekleidete sie für eine Amtszeit bis Januar 2015. Dabei war sie Stellvertreterin des Gouverneurs. Sie hatte angekündigt, nicht für eine weitere Amtsperiode zur Verfügung zu stehen. Damit schied sie am 5. Januar 2015 aus ihrem Amt aus. Mit ihrem im Dezember 2001 verstorbenen Mann Sam George Solon hat sie zwei erwachsene Kinder.